# Sadachbia
Gamma Aquarii (γ Aqr/γ Aquarii) è una stella della costellazione dell'Aquario. È nota anche con il nome tradizionale di Sadachbia, nome di origine araba che viene interpretato come «La fortunata delle case», approvato ufficialmente nel 2016 dalla IAU.
Ha una magnitudine apparente di 3,84 e dista 164 anni-luce dalla Terra ed è una delle quattro stelle che formano l'asterismo dell'Urna.

## Osservazione
Si tratta di una stella situata nell'emisfero celeste australe, ma molto in prossimità dell'equatore celeste; ciò comporta che possa essere osservata da tutte le regioni abitate della Terra senza alcuna difficoltà. Essendo di magnitudine 3,8, la si può osservare anche dai piccoli centri urbani senza difficoltà, sebbene un cielo non eccessivamente inquinato sia maggiormente indicato per la sua individuazione.
Il periodo migliore per la sua osservazione nel cielo serale ricade nei mesi compresi fra fine agosto e dicembre; da entrambi gli emisferi il periodo di visibilità rimane indicativamente lo stesso, grazie alla posizione della stella non lontana dall'equatore celeste.

## Caratteristiche
Si tratta di una stella bianca di sequenza principale, dalle caratteristiche simili, per esempio, alla brillante Vega, con massa e raggio rispettivamente 2,76 e 2,6 volte quelli del Sole. Sadachbia è una binaria spettroscopica con un periodo di 58 giorni, e la distanza stimata della compagna, le cui caratteristiche sono sconosciute, è di 0,4 UA.